# Hypholoma capnoides
Hypholoma capnoides (Elias Magnus Fries, 1818 ex Paul Kummer, 1871), denumit în popor bureți de buturugă sau pucioasa  sântimbrului, este o specie saprofită de ciuperci comestibile din încrengătura  Basidiomycota , în familia  Strophariaceae  și de genul Hypholoma. Buretele se poate găsi în România, Basarabia și Bucovina de Nord preferat pe vreme răcoroasă, căscând în grupuri fasciculare mari pe cioturi aflate în descompunere, dar de asemenea pe rădăcini și lemn îngropat, prin păduri de foioase, dar în primul rând de rășinoase, mai ales în apropiere de fagi și mesteceni argintii respectiv brazi argintii, molizi sau pini. Această ciupercă comună și multianuală se dezvoltă de la deal la munte, la vreme favorabilă peste tot anul, preponderent din septembrie până în noiembrie precum în aprilie.

## Taxonomie

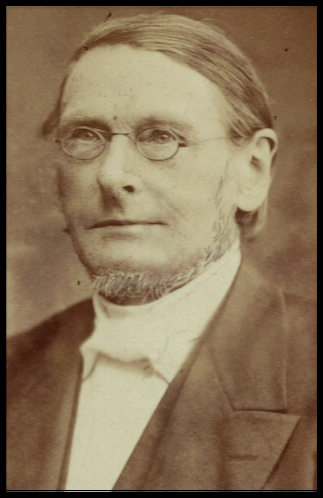
Paul Kummer

Deși specia a fost descrisă de mai mulți micologi cunoscuți sub diverse denumiri (vezi infocasetă), cu toate acceptate sinonim, numele binomial însă este cel creat mai întâi de marele savant Elias Magnus Fries  ca Agaricus capnoides și publicat în 1818, apoi transferat de cunoscutul micolog german Paul Kummer la genul Hypholoma, schimbând de acea numele generic, lăsând însă epitetul, de verificat în marea sa operă Der Führer in die Pilzkunde: Anleitung zum methodischen, leichten und sicheren Bestimmen der in Deutschland vorkommenden Pilze mit Ausnahme der Schimmel- und allzu winzigen Schleim- und Kern-Pilzchen din 1871. Acest taxon este valabil până în prezent (2023).
Epitetul specific este derivat din cuvântul de limba greacă veche (greacă veche Καπνός=afumat, fumuriu), datorită aspectului lamelelor.

## Descriere

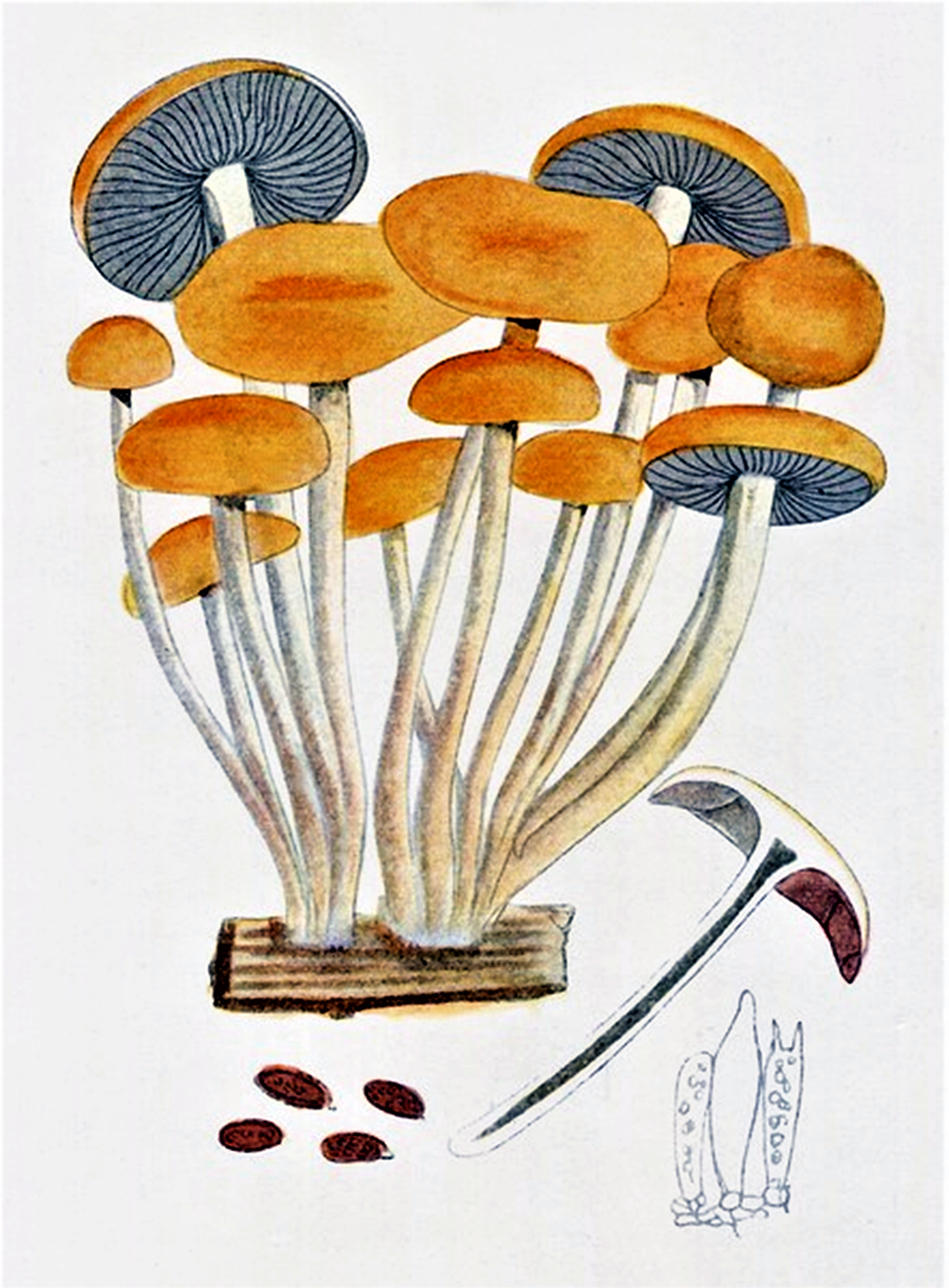
Bres.: Hypholoma capnoides

- Pălăria: are un diametru de 2-6 (9) cm, este moderat cărnoasă, higrofană, inițial convexă sau turtit conică, aplatizând odată cu maturizarea, atunci câteodată ușor cocoșată. Ea prezintă, mai ales în tinerețe, în urma vălului parțial, fragmente albicios-gălbuie la margine. Cuticula netedă și lucioasă poate fi  galbenă ca mierea, galben-maronie, portocaliu-maronie, la margine ceva mai deschisă și în centru ceva mai roșiatică.
- Lamelele: sunt subțiri, nu prea înalte, bifurcate, cu lameluțe mai scurte intercalate, foarte dense și aderente la picior, fiind inițial acoperite de un văl parțial albicios. Coloritul este la început albicios, dar devine repede cenușiu până gri-violaceu, iar la bătrânețe, datorită sporilor, de un violet negricios, dar niciodată galben sau verzui.
- Piciorul: are o înălțime de  5-8 cm și o lățime de 0,5-0,8 (1,5) cm, este cilindric, adesea ușor îndoit, fibros și gol pe dinăuntru. În tinerețe se află între picior și pălărie o cortină alb-gălbuie care pe o parte rămâne lipită de marginea pălăriei, formând o membrană subțire și franjurată, pe alta fiind lipită de picior ca un inel fals care dispare după scurt timp (rest al vălului parțial = velum partiale, vezi și mai sus). Tija este de culoare mai deschisă decât pălăria, fiind albicioasă până alb-gălbuie. La bază are tendința să devină galben-maronie sau ruginie.
- Carnea: este destul de cărnoasă și fragedă în pălărie, fiind acolo albicios-gălbuie, în picior fibroasă, albă și spre bază adesea galben-portocalie. Mirosul este plăcut fructuos-amărui, iar gustul savuros, amintind de ciuperci sau nuci.[5][6][7]
- Caracteristici microscopice: are spori mici, alungit-elipsoidali cu pereți groși și un por de germen precum închis brun-liliachii până negricios-violeți, având o mărime de 8-10 × 4–4,5 microni. Basidiile cu 2-4 sterigme în formă de măciucă măsoară 28-30 x 6-7 microni. Cistidele destul de dese sunt sub-fusiforme, semănând unei sticle și au o mărime de 35-50 x 10-15 microni.[11]
- Reacții chimice: Carnea buretelui se colorează cu Hidroxid de potasiu repede brun-roșiatic, cu sulfat de fier încet pal verzui și cu tinctură de Guaiacum verde murdar.[12][13]

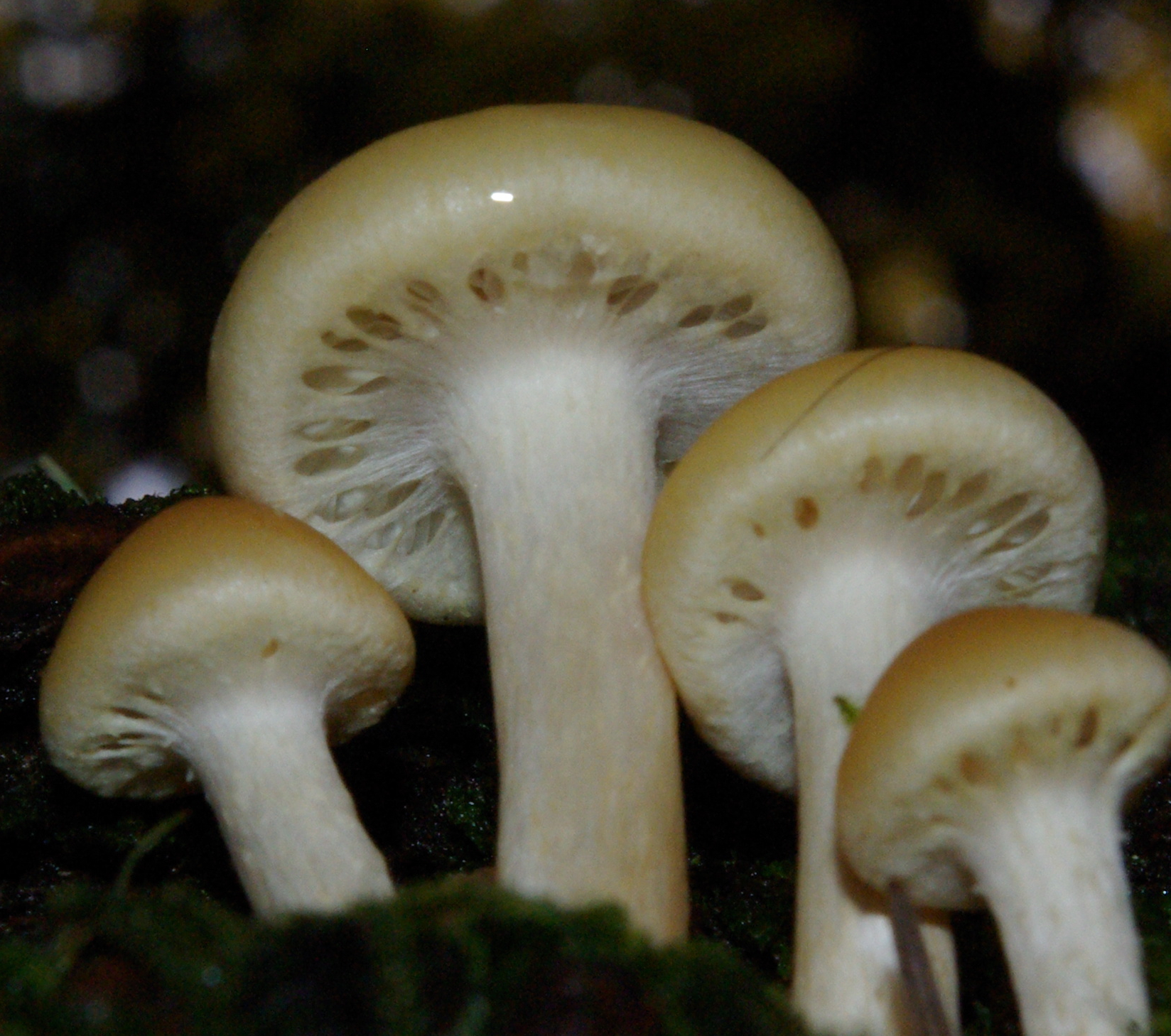
H. capnoides tinere cu vălul parțial
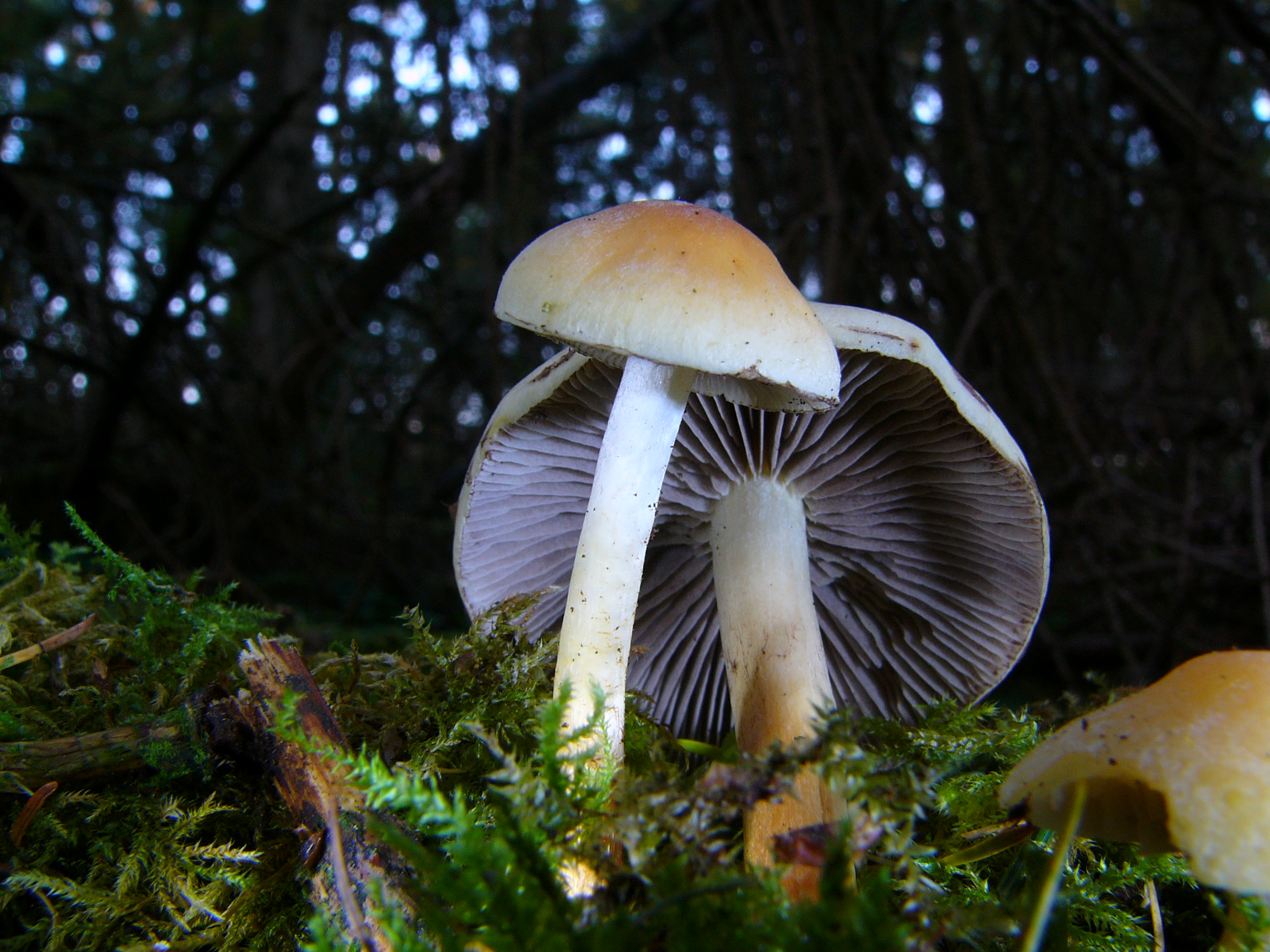
H.capnoides matură: lamele și picior
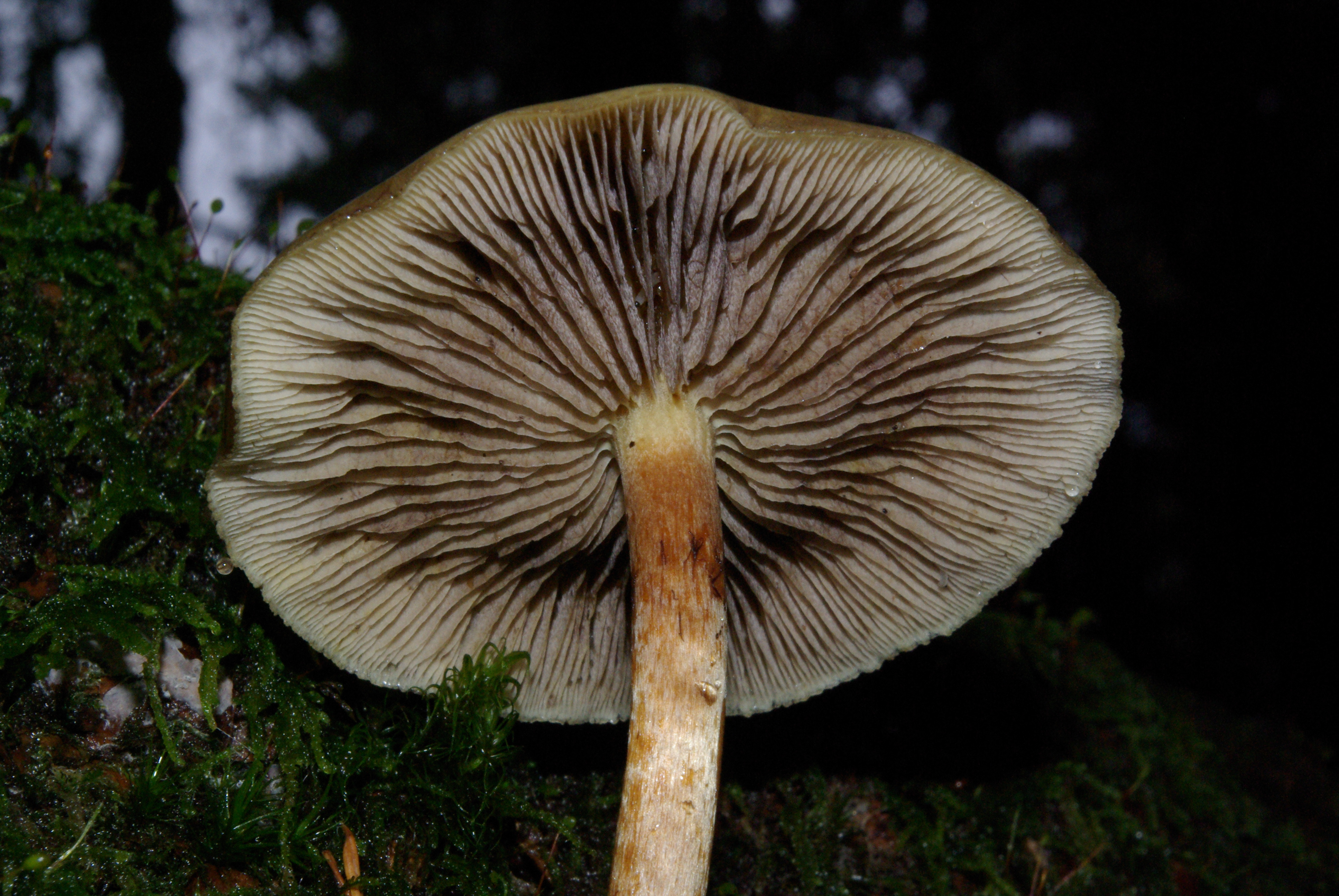
H.capnoides bătrână: lamele și picior
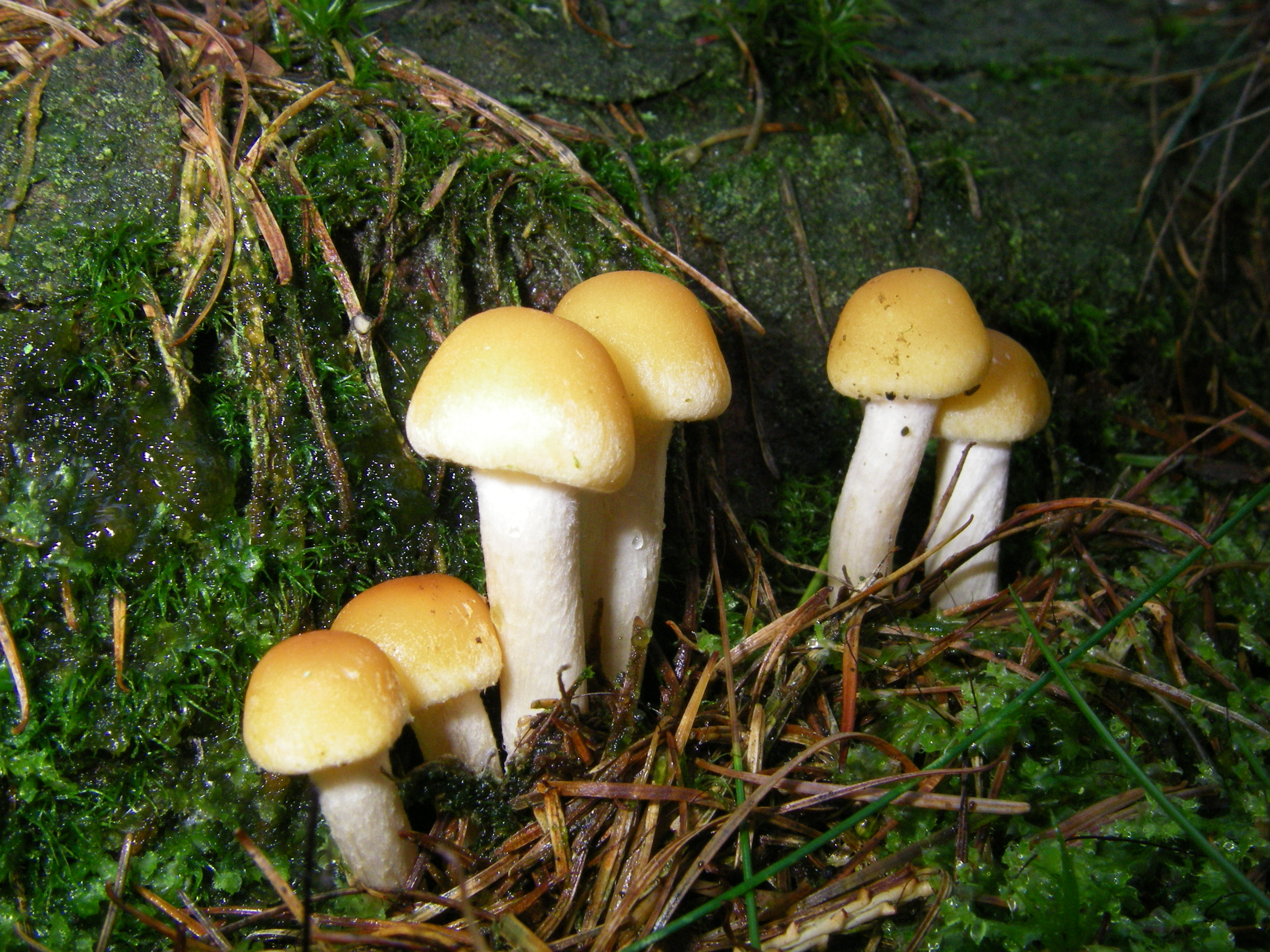
H.capnoides tinere
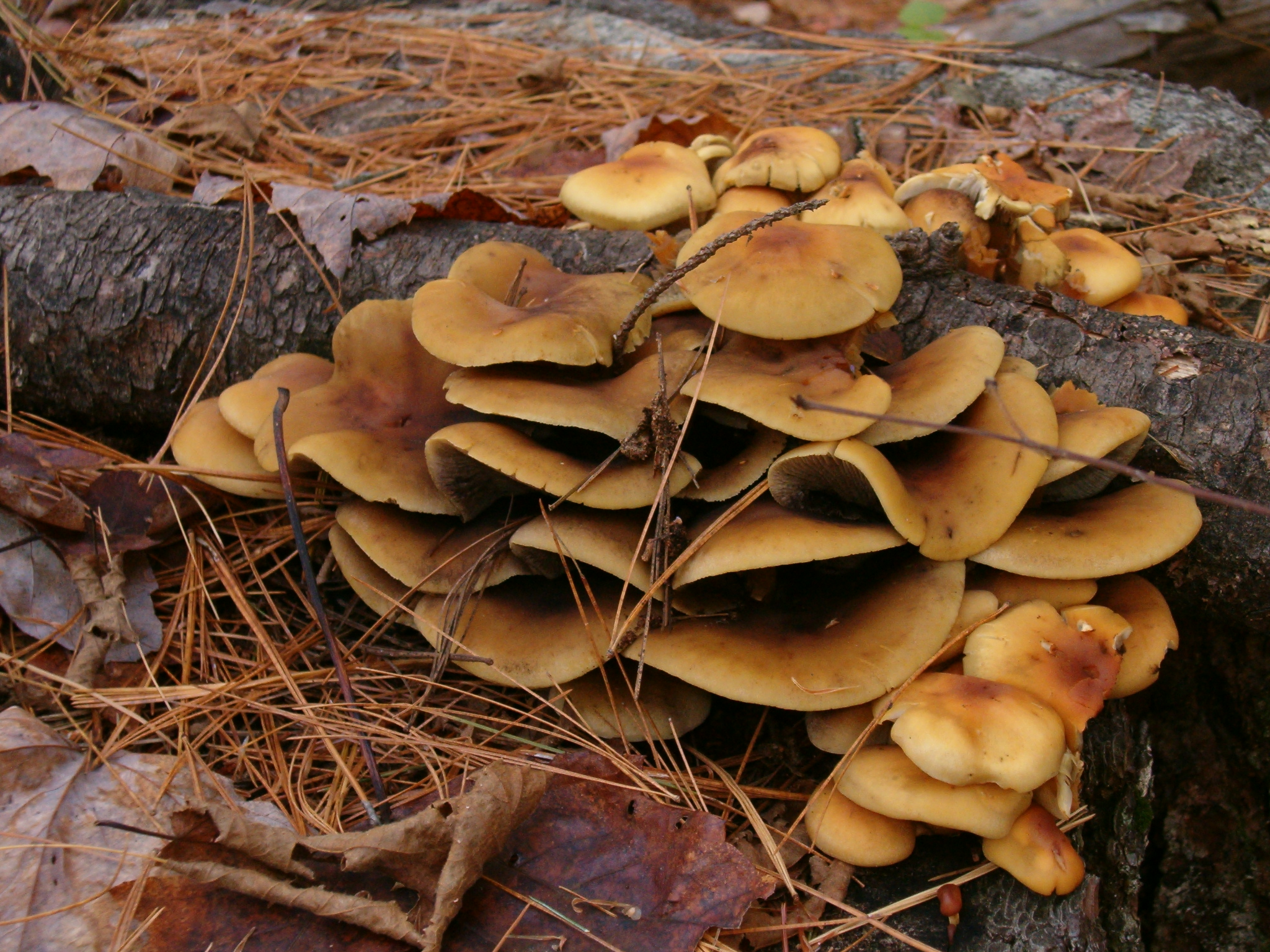
H.capnoides, tufă mare cu bureți mai bătrâni

## Confuzii
Bureții de buturugă pot fi confundați cu alte specii saprofite ale genului crescătoare pe lemn atrofiat, ca de exemplu Hypholoma ericaeoides (necomestibil), Hypholoma fasciculare (otrăvitor), Hypholoma lateritium sin. Hypholoma sublateritium (otrăvitor), Hypholoma marginatum (necomestibil) sau Hypholoma radicosum sin. Hypholoma epixanthum (necomestibil), dar de asemenea cu letala Galerina marginata, sau cu delicioasele Kuehneromyces mutabilis, sin. Galerina mutabilis, Pholiota mutabilis, Flammulina velutipes, Psathyrella candolleana, sau Psathyrella piluliformis, dar de asemenea cu Flammula alnicola sin. Pholiota alnicola (comestibilă) Stropharia aurantiaca (necomestibil), ori Xeromphalina campanella (fără valoare culinară). 

## Specii asemănătoare în imagini

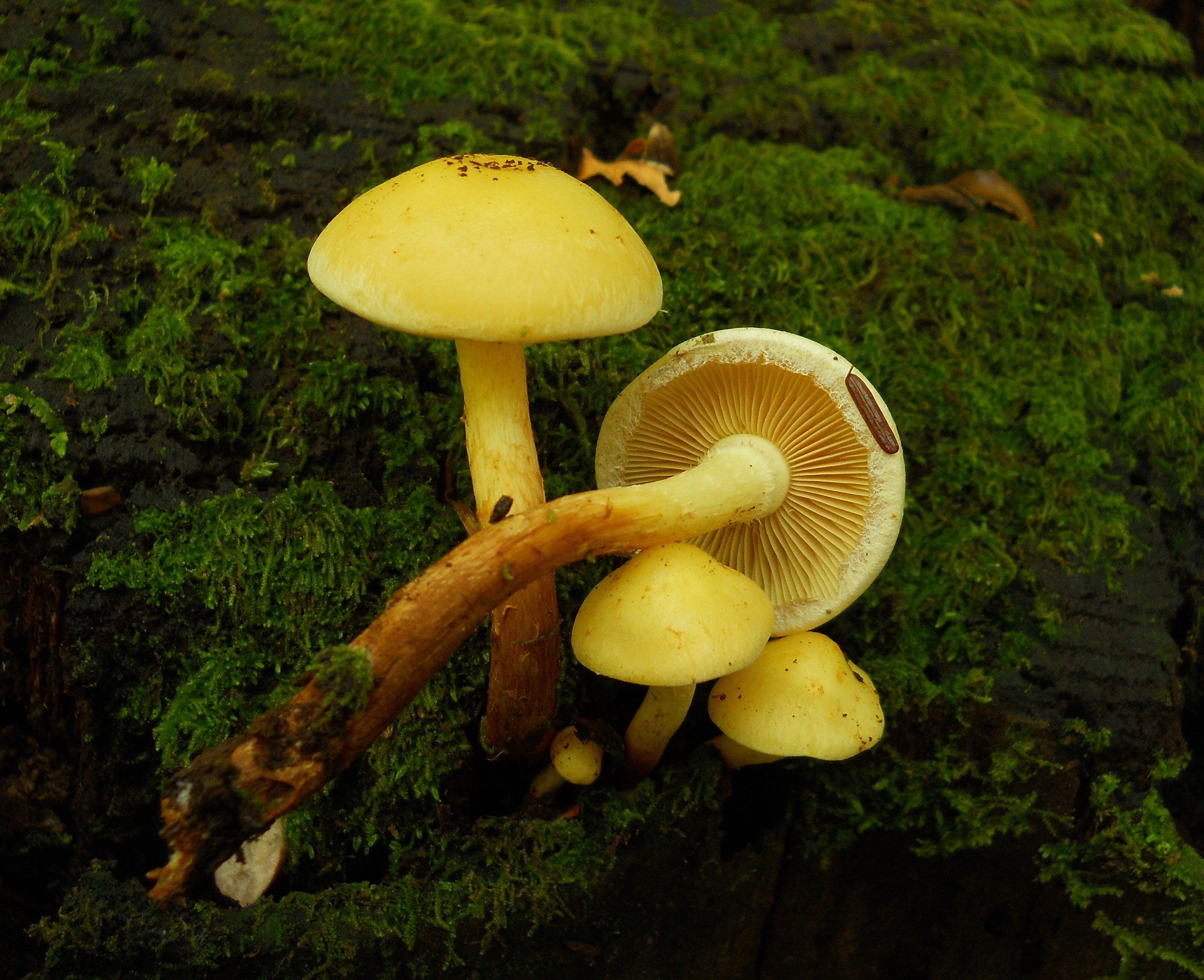
Flammula alnicola sin. Pholiota alnicola
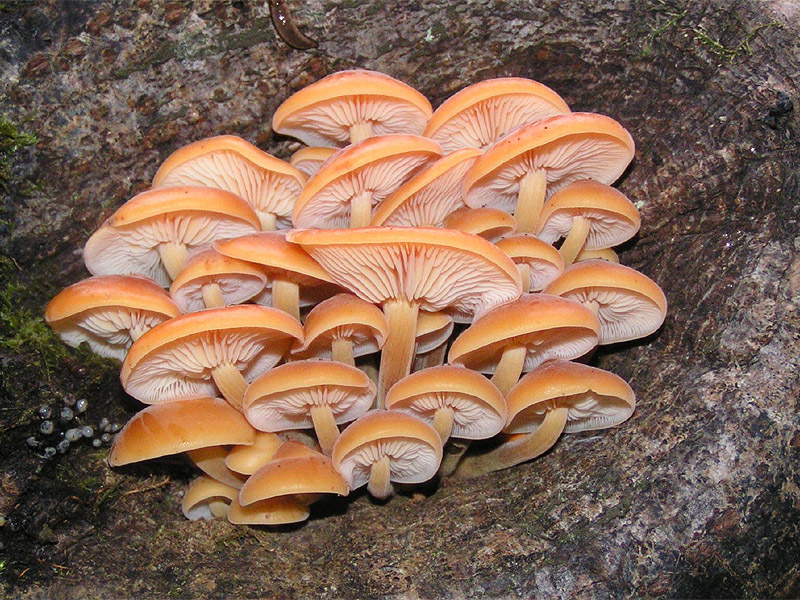
Flammulina velutipes
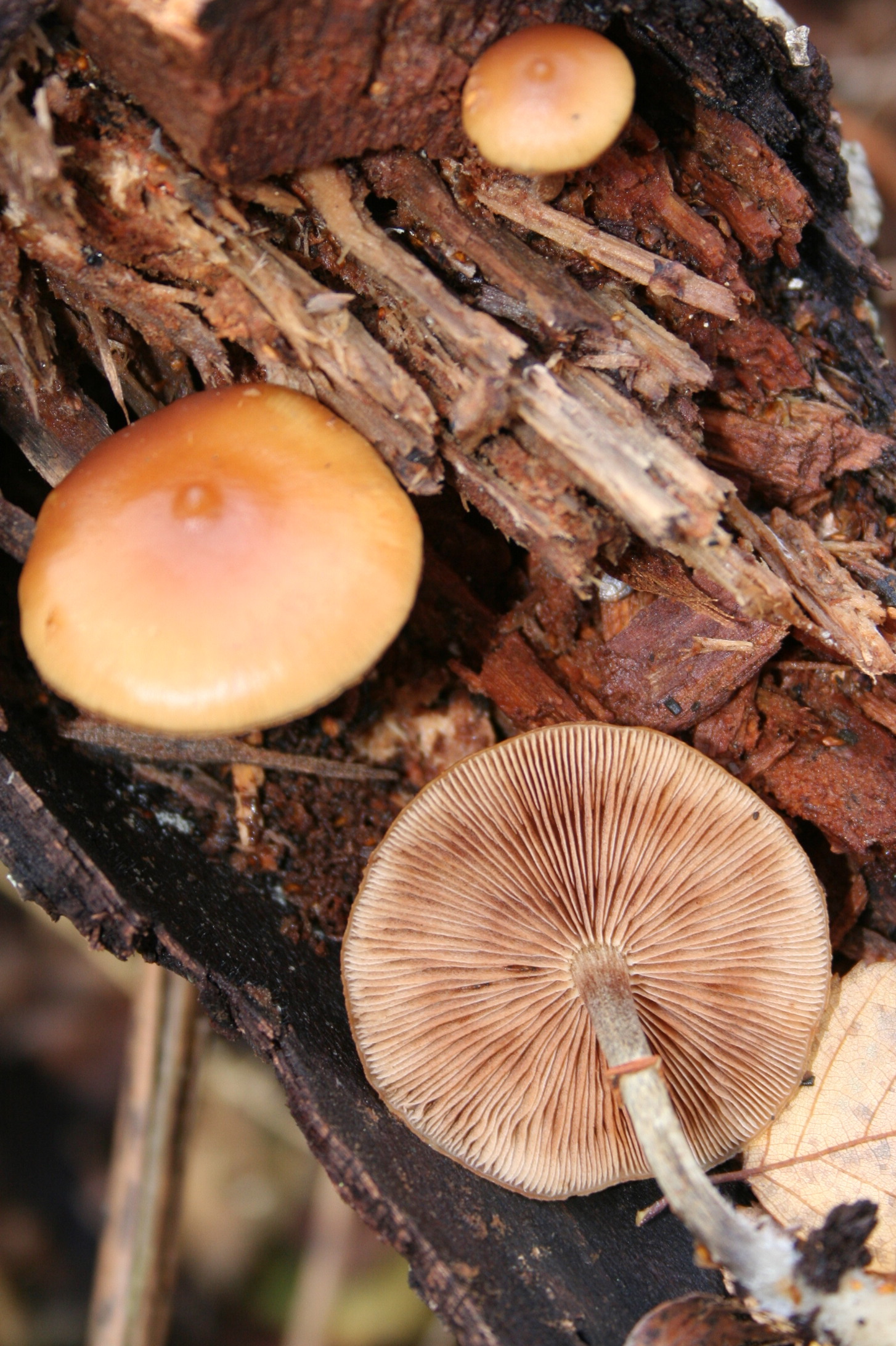
!!!Galerina marginata!!!
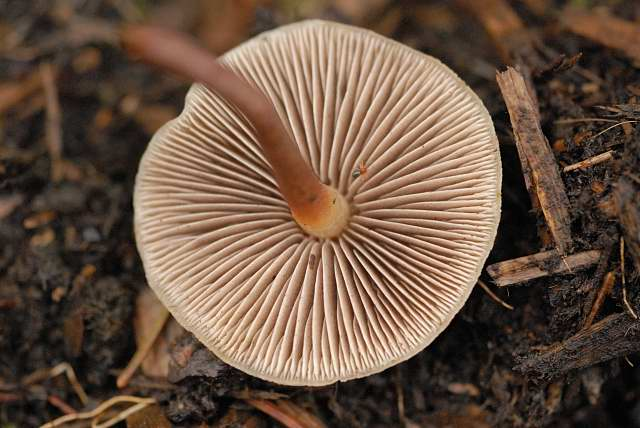
!Hypholoma ericaeoides!
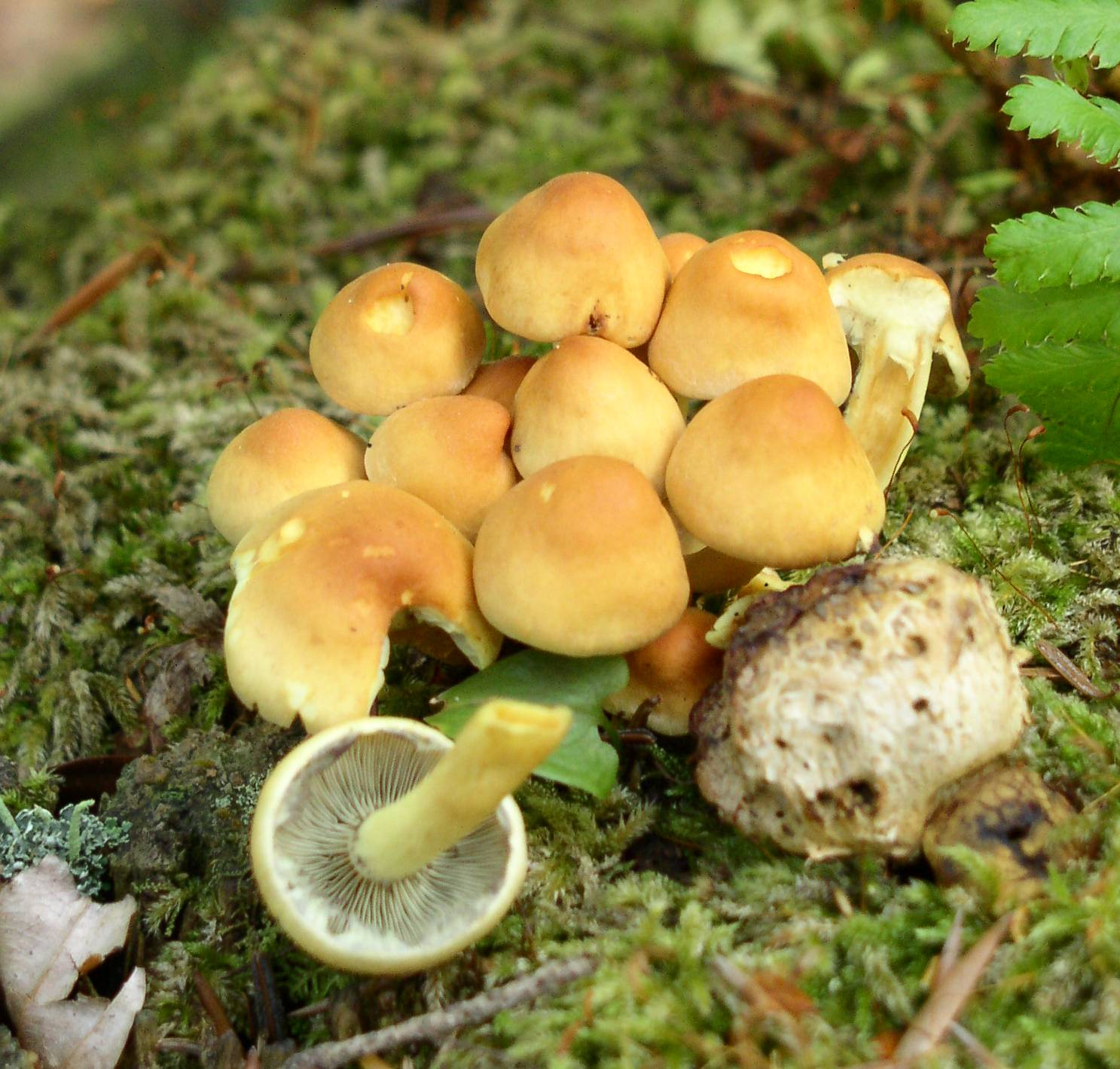
!!Hypholoma fasciculare!!

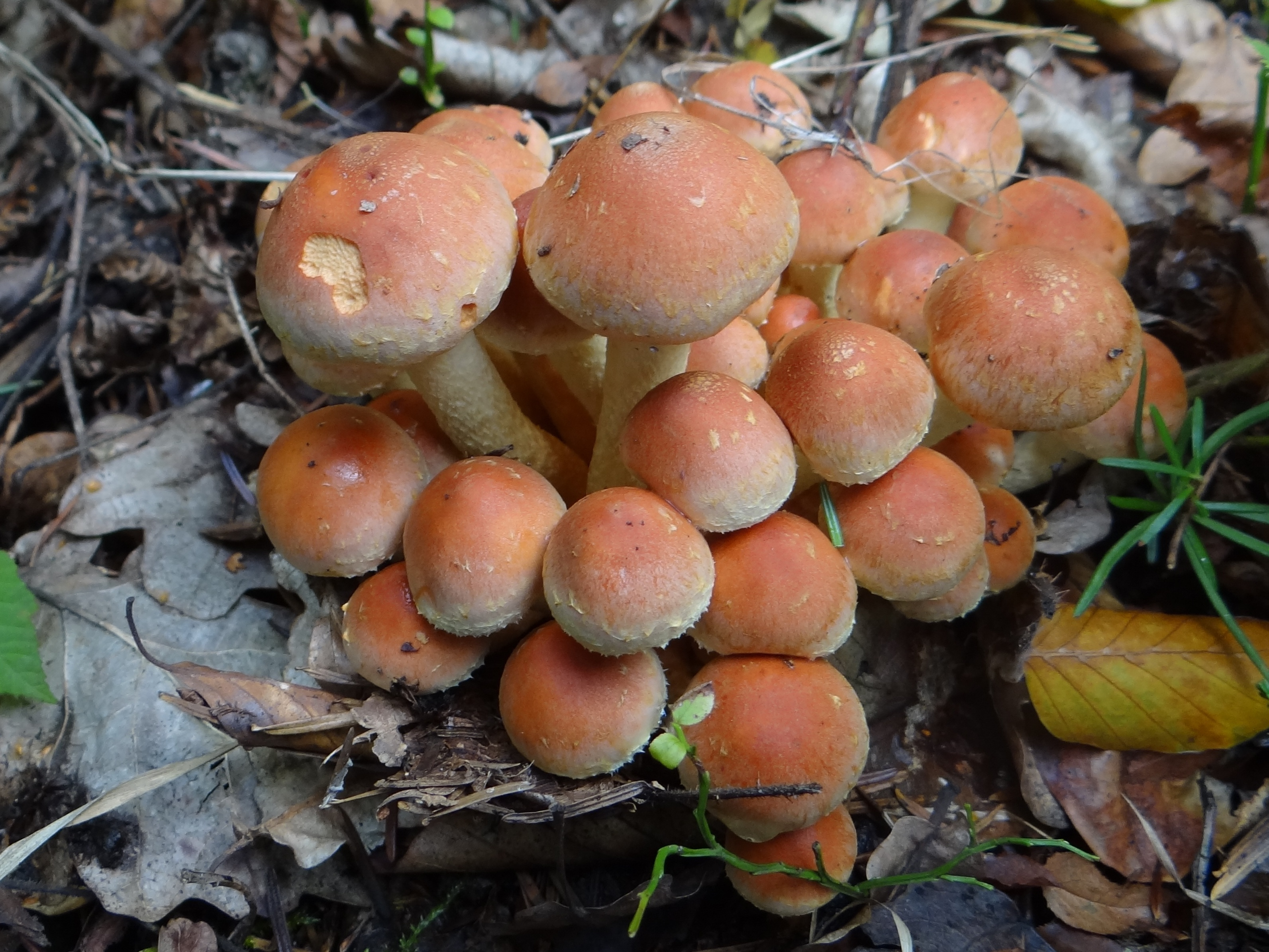
!!Hypholoma lateritium!!
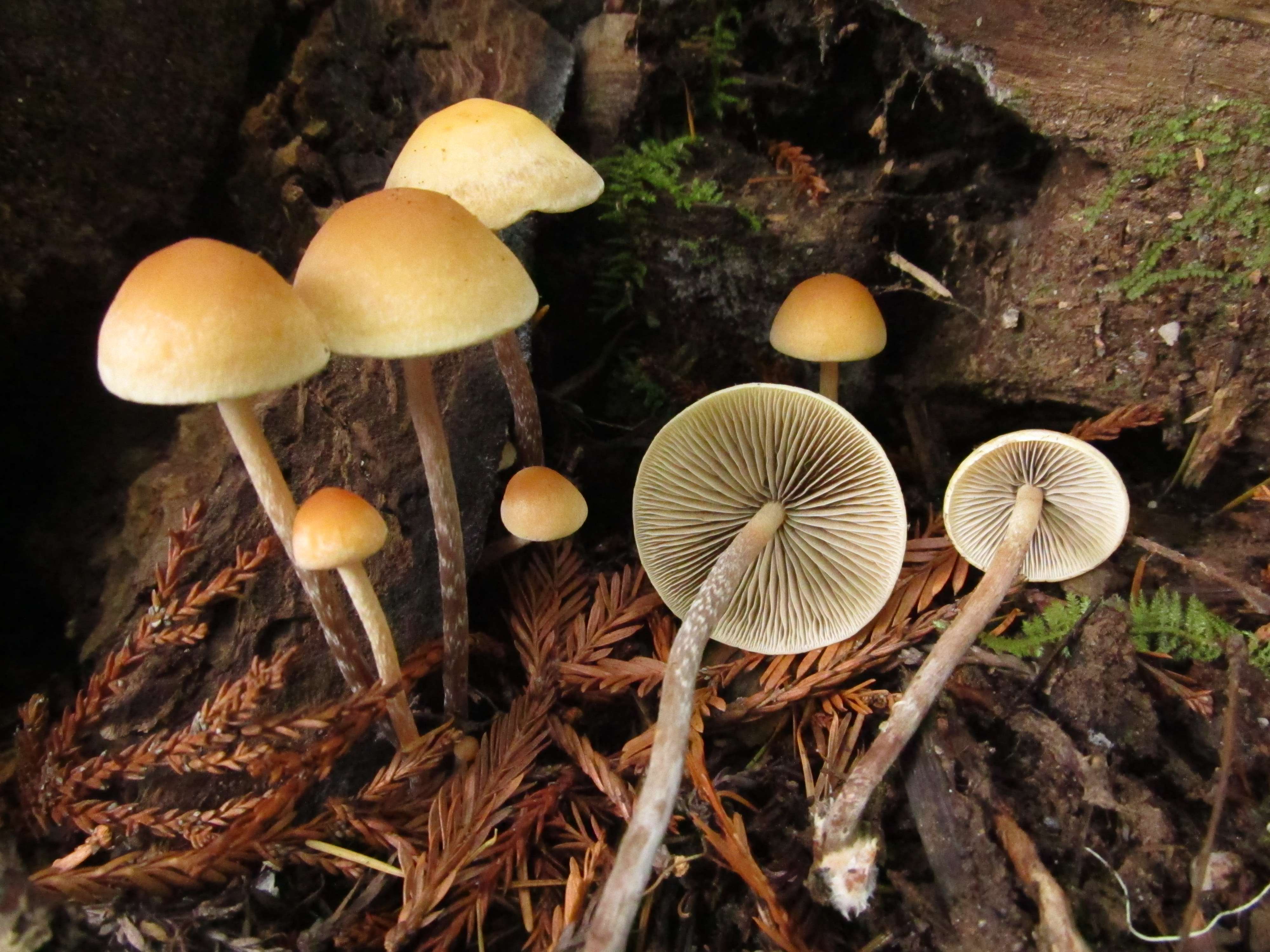
!Hypholoma marginatum!
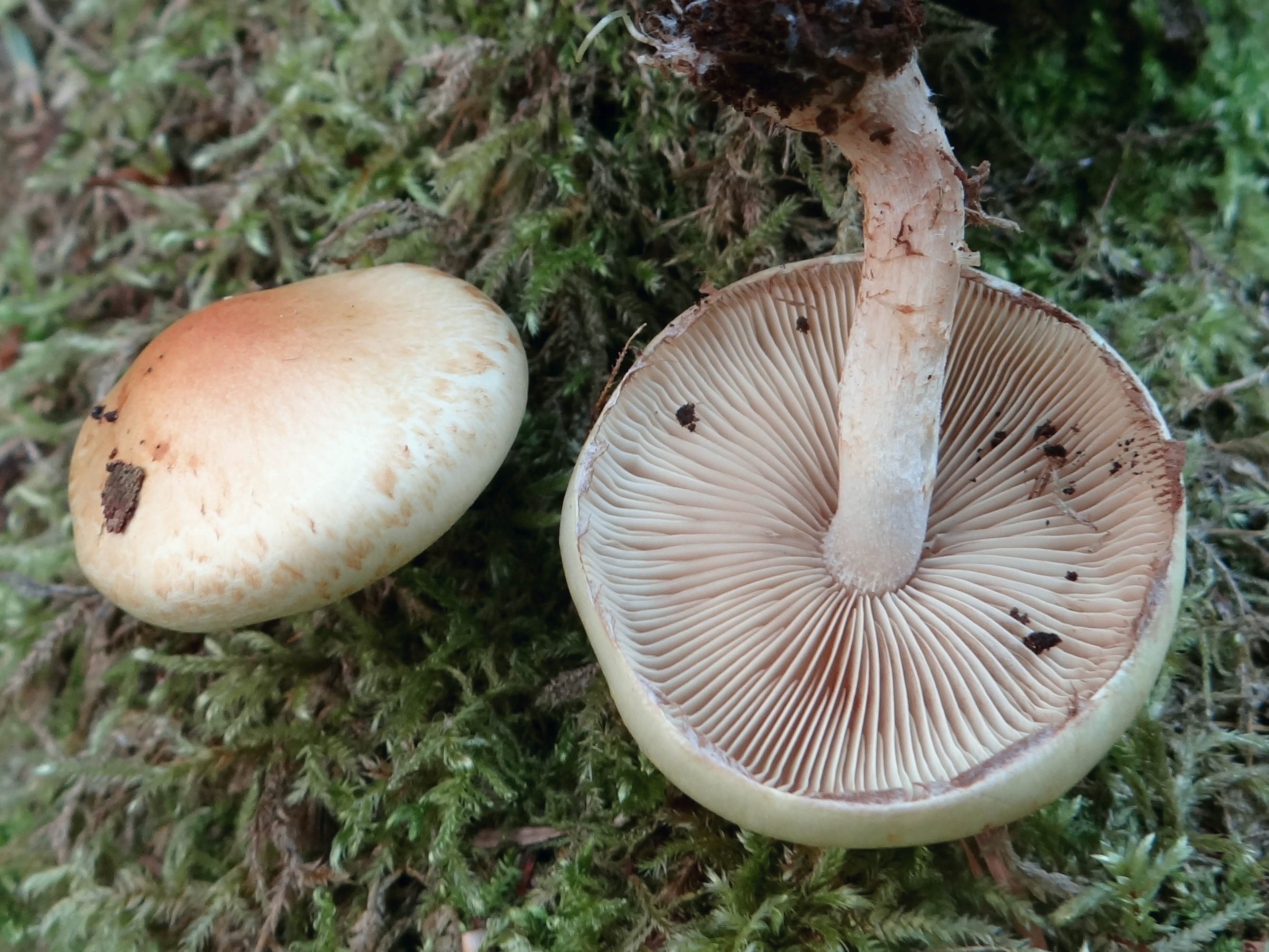
!Hypholoma radicosum sin. epixanthum!
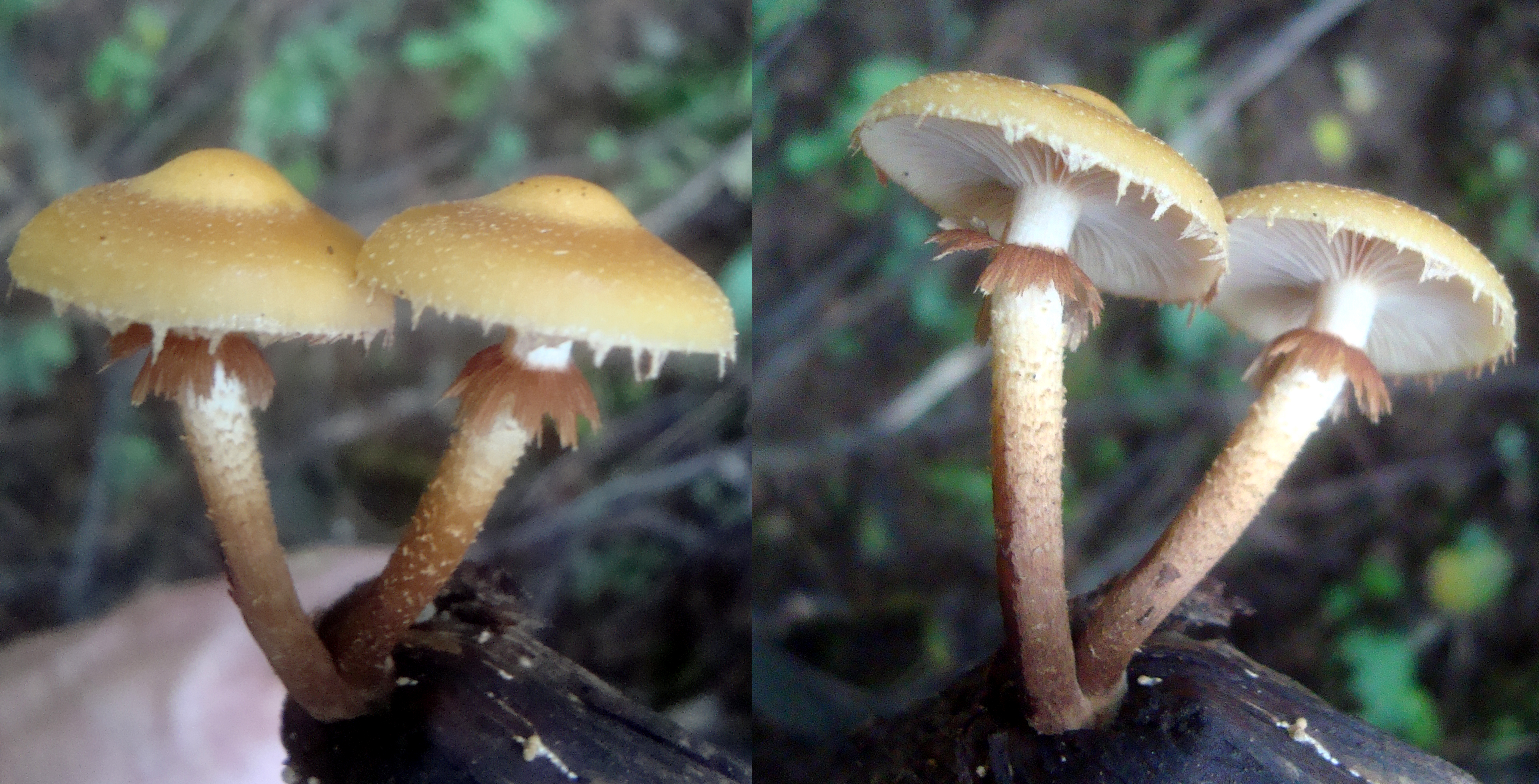
Kuehneromyces mutabilis

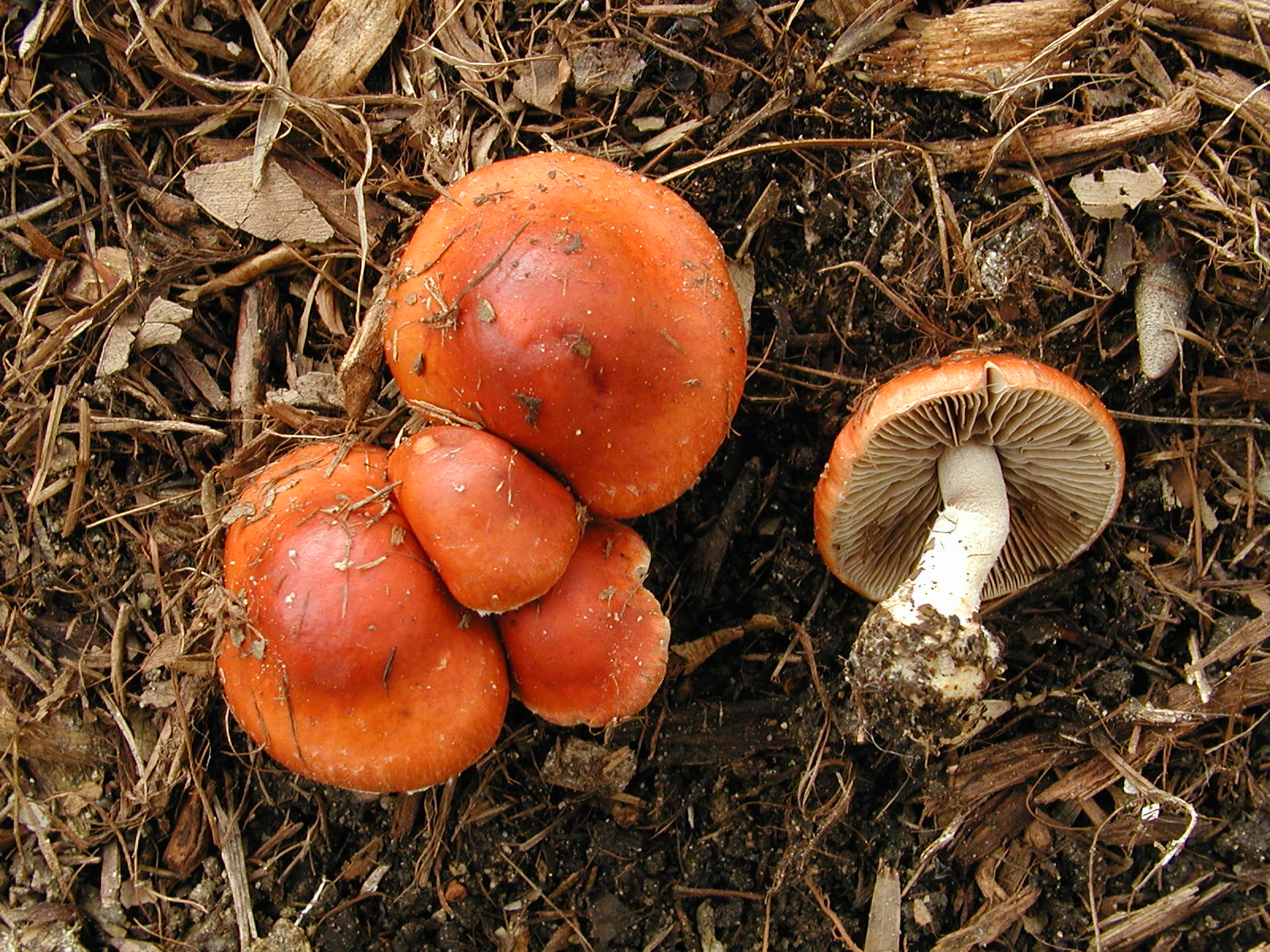
!Stropharia aurantiaca!
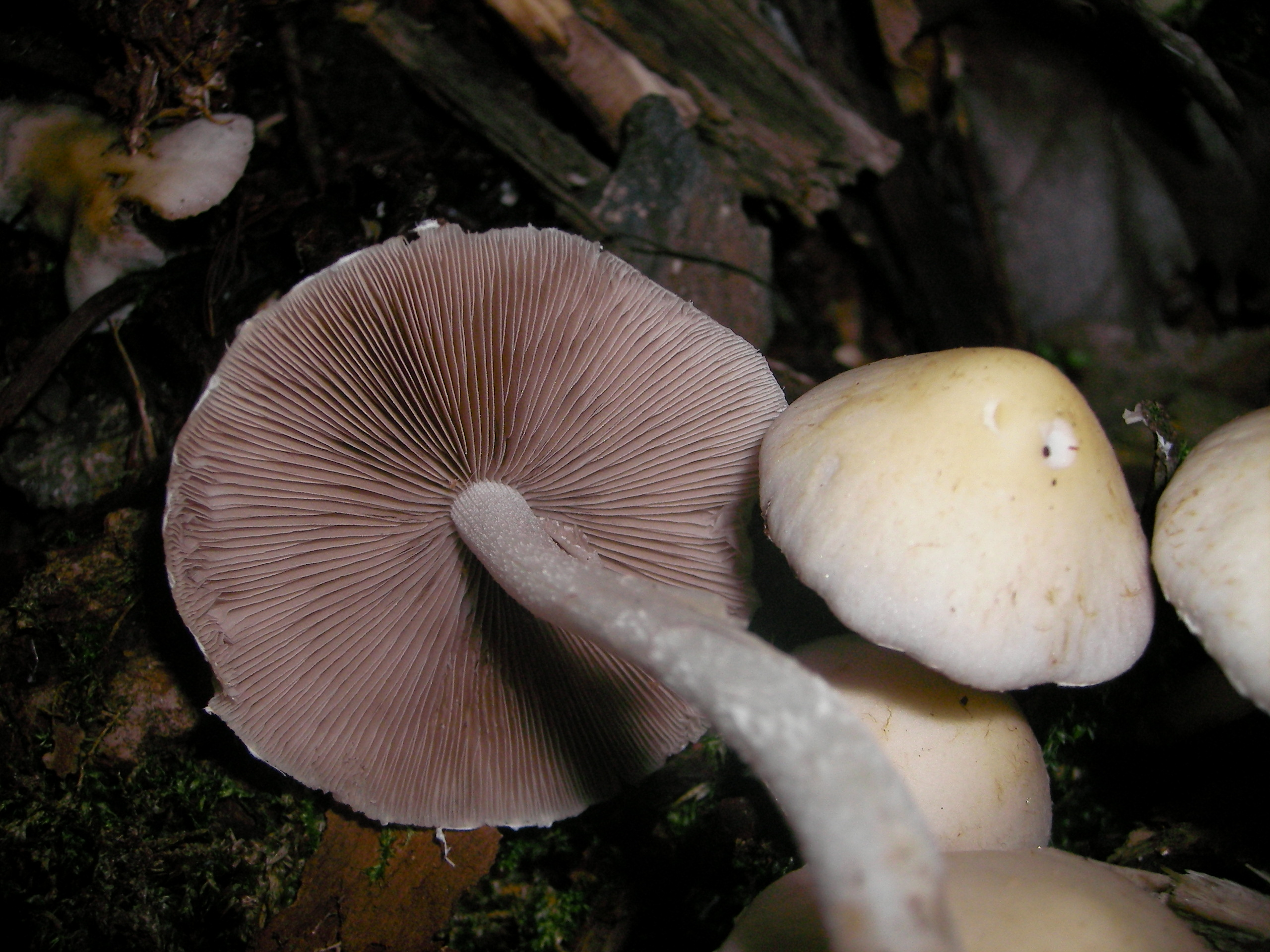
Psathyrella candolleana
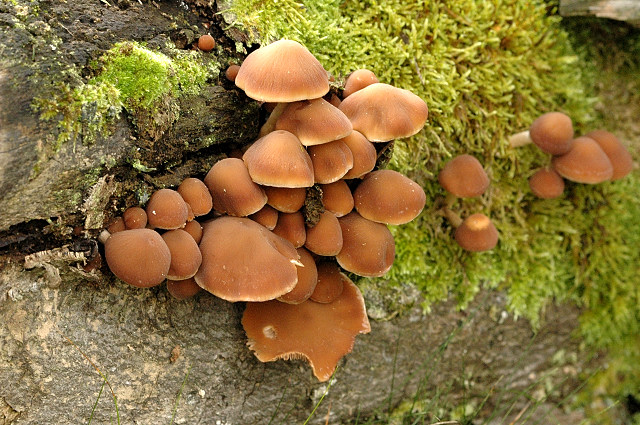
Psathyrella piluliformis
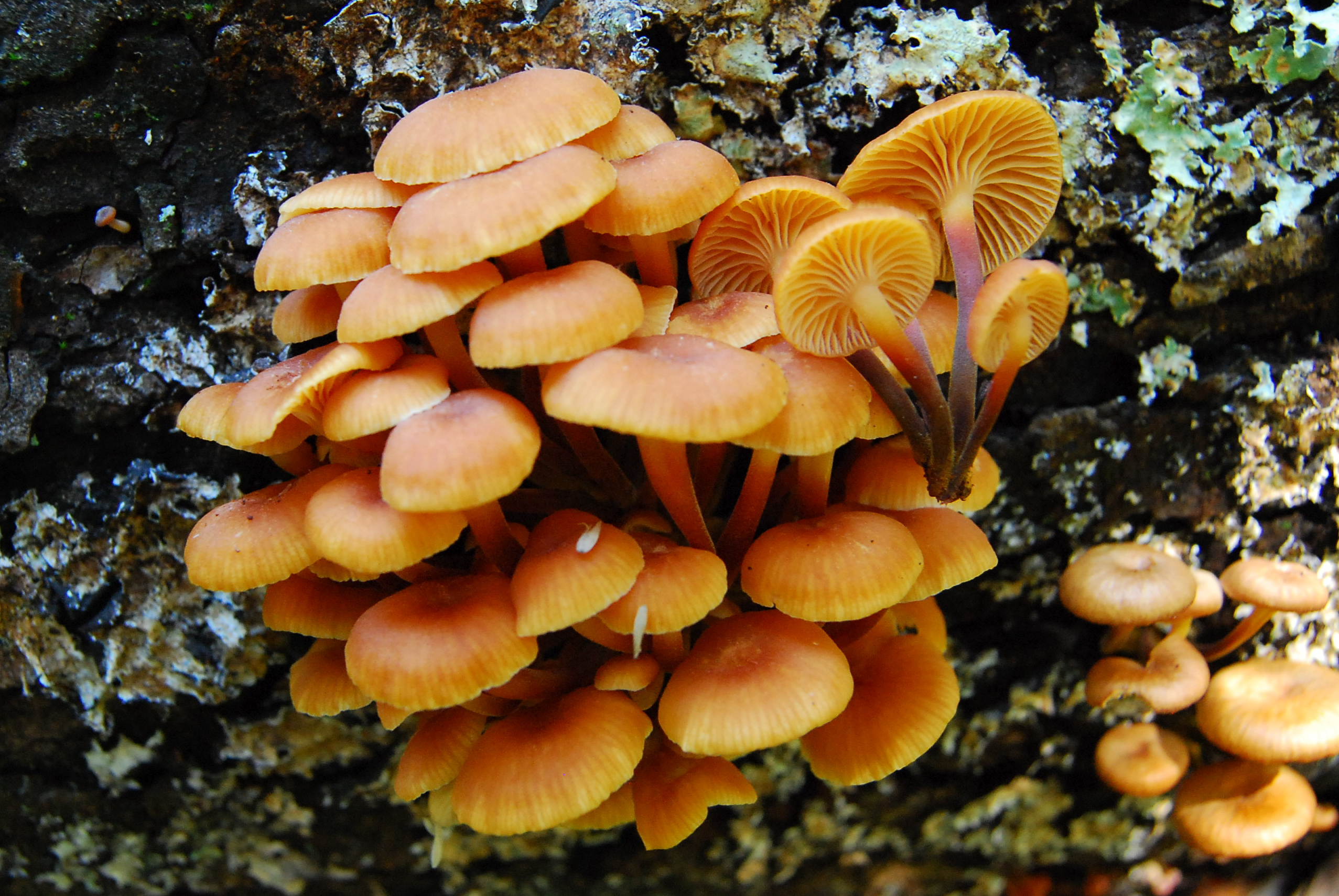
Xeromphalina campanella

## Valorificare

### Culinar
Pucioasa  sântimbrului este o ciupercă foarte delicioasă, asemănător ghebei ciobanilor. De acea, ea poate fi pregătită la fel. Se mănâncă numai pălăria.

### Cultivare
Există numeroase încercări de a cultiva Hypholoma capnoides pe lemn sau diferite substraturi, dar nu au fost cu succes până în prezent, în sensul că ar fi apărut organisme pe substraturile inoculate sau lemn. Dar acest fapt nu împiedică pe mulți furnizori de materiale pentru cultivare de ciuperci comestibile să vândă cantității mari de dibluri de inoculare făcute din lemn de fag (!) sau granule de cereale. Dacă intenționați totuși să cultivați buretele, încercați să obțineți o garanție de returnare a banilor de la vânzător în caz de eșec și cereți referințe semnificative și verificabile.